# بو دالاس
 تايلور مايكل روتاندو  (بالإنجليزية: Bo Dallas)‏ مصارع أمريكي محترف يعمل في أتحاد المصارعة الدبليو دبليو أي تحت اسم العم هاودي ( Uncle Howdy ) وهو شقيق المصارع الغامض براي وايت.

## عداوت بو مع بقية المصارعين
كان له بعض العداوت الصغيرة مع مصارعين مثل جاك سواجر و قد خسر تلك العداوة ومع مارك هنري و خسرها أيضا وغيرها.

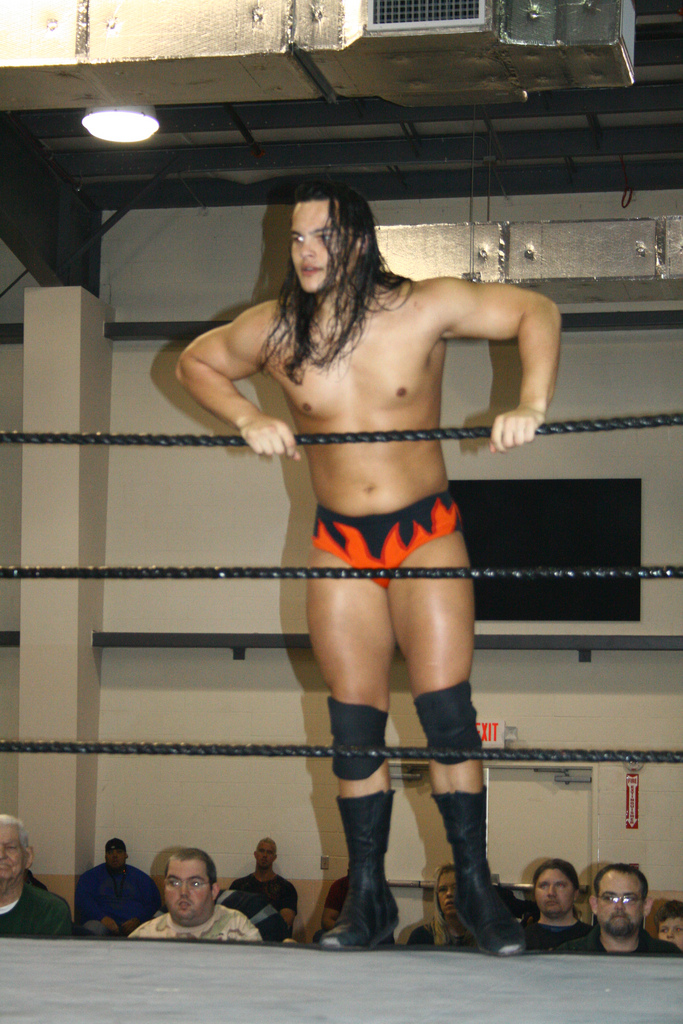
روتاندو في 2010

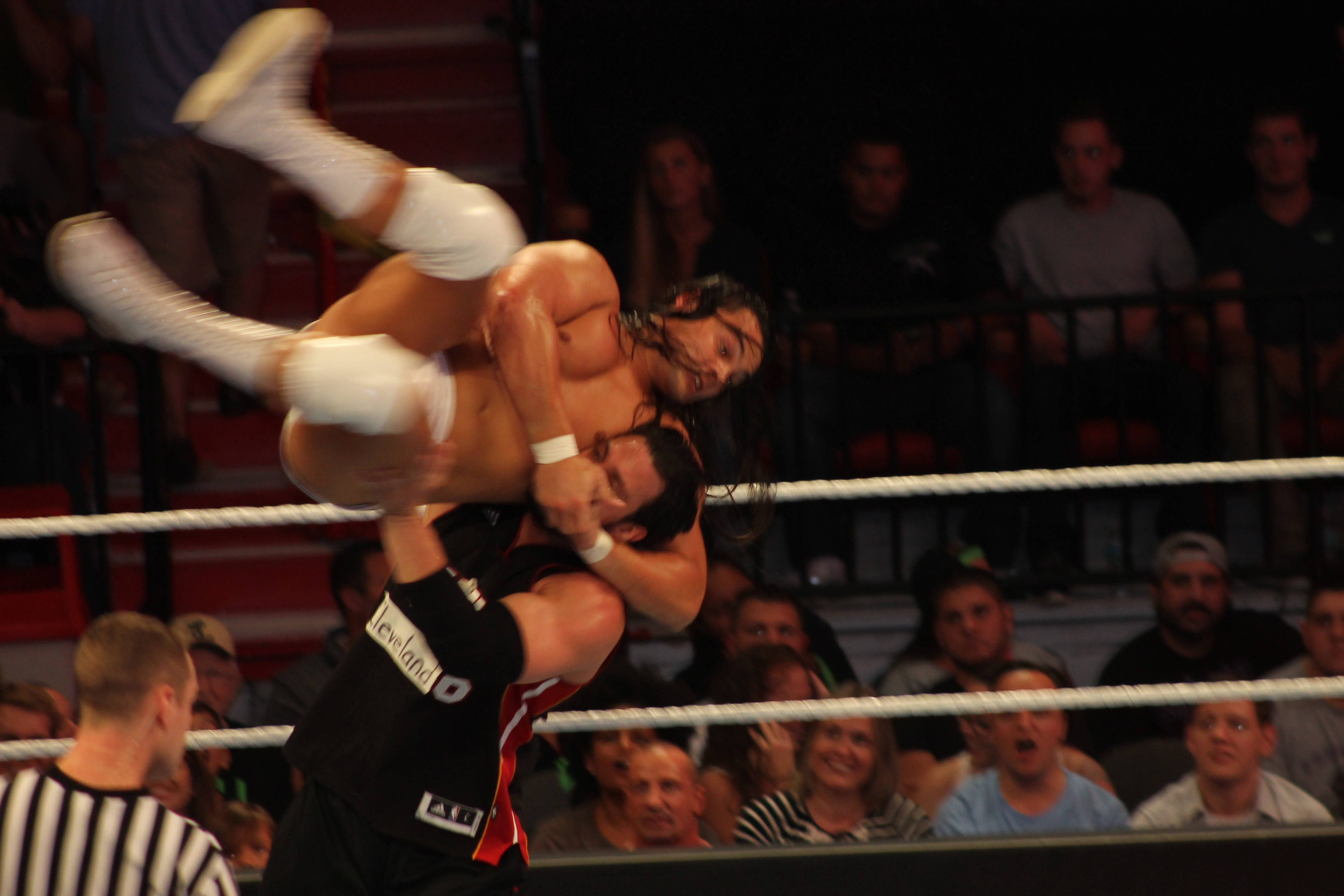
بو ينفذ حركته

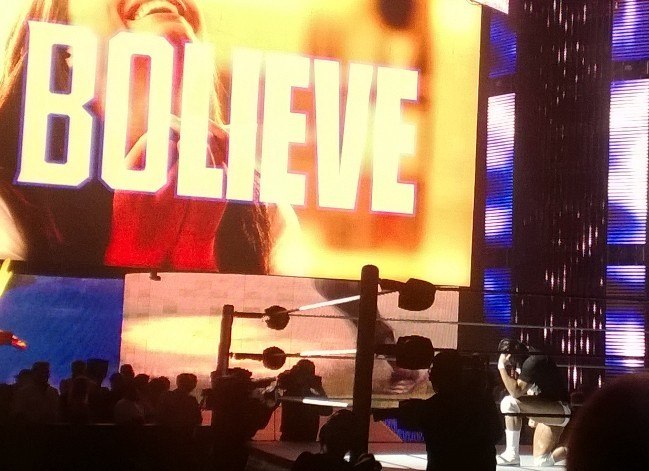
بو في 2014

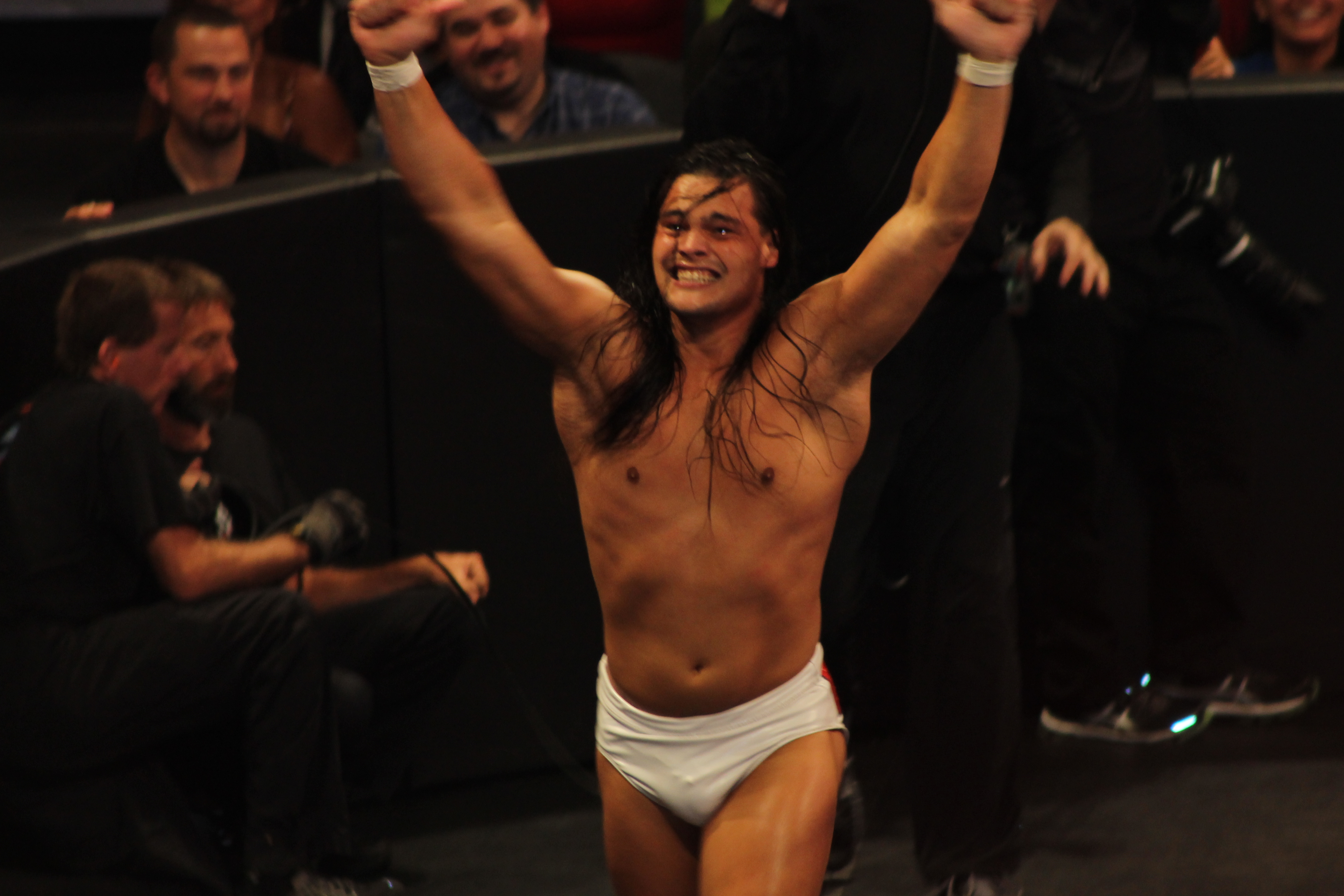
بو يحتفل خارج الحلبة.

## وصلات خارجية
- بو دالاس على موقع دبليو دبليو إي (الإنجليزية)
- بو دالاس على موقع CageMatch worker (الإنجليزية)
- بو دالاس على موقع قاعدة بيانات المصارعة على الإنترنت (الإنجليزية)
- بو دالاس على موقع عالم المصارعة على الإنترنت (الإنجليزية)
- بو دالاس على موقع عالم المصارعة على الإنترنت (الإنجليزية)

- بو دالاس على موقع IMDb (الإنجليزية)
- بو دالاس على موقع قاعدة بيانات الفيلم (الإنجليزية)